# 11547 Griesser
11547 Griesser eller 1992 UP8 är en asteroid i huvudbältet som upptäcktes den 31 oktober 1992 av den tyske astronomen Freimut Börngen vid Tautenburg-observatoriet. Den är uppkallad efter den schweiziske astronomen Markus Griesser.